# Ainsi soit je... (Live)
Ainsi soit je... (Live) è il secondo singolo dell'album Live à Bercy, della cantautrice francese Mylène Farmer pubblicato il 20 agosto 1997.
Il singolo ha venduto circa 70 000 copie e raggiunto la 27ª posizione della classifica francese dei singoli.

## Versioni ufficiali
1. Ainsi soit je...(Live) (Single Version) (4:38)